# 沃索 (佛罗里达州)
沃索（英語：Wausau），是美国佛罗里达州下属的一座城镇。建立于1963年。面积约 为2.9平方公里（约合1.1平方英里）。根据2010年美国人口普查，该市有人口398人。论人口在本州排行第 380。